# Mulyoharjo (Jepara)
Mulyoharjo is een bestuurslaag in het regentschap Jepara van de provincie Midden-Java, Indonesië. Mulyoharjo telt 9450 inwoners (volkstelling 2010).